# 爱信精机
爱信精机（日语：アイシン精機株式会社）是日本的一家汽车零配件生产商，為豐田集團旗下公司。2017年财富500强排第347名。汽车零配件生产商世界排名前五名，生产发动机、动力总成、变速箱、车体与底盘以及售后市场零配件等。
2015年3月時，最大股東丰田汽車持股65,558千股，佔23.2%。

## 子公司
- Advics－專精汽機車制動系統設計與生產